# Henri de Crumpipen

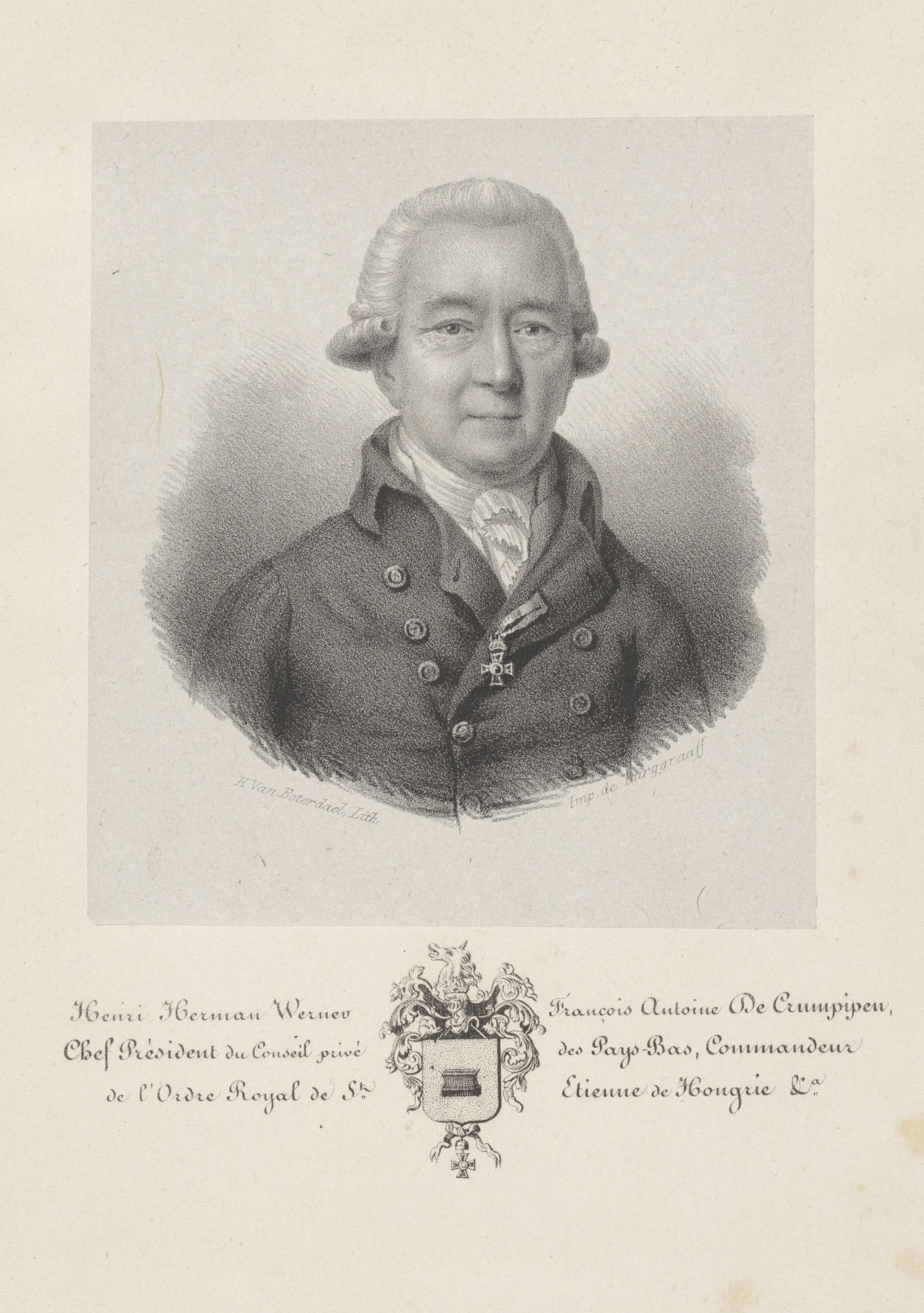
Portret van Henri de Crumpipen

Henri Herman Werner Francois Antoine de Crumpipen, ook Heinrich von Crumpipen, (Brussel, 20 september 1738 - Stuttgart, 1811) was een staatsman en diplomaat in de Oostenrijkse Nederlanden.

## Biografie
Henri de Crumpipen was een zoon van Johann Heinrich von Crumpipen (1693-1769), een man uit Osnabrück van bescheiden komaf die het tot secretaris van State en Oorlog in Brussel had gebracht. Hij was een broer van Joseph de Crumpipen, lid van de Geheime Raad en kanselier van Brabant.
Hij studeerde rechten aan de universiteit van Leuven en schreef zich als advocaat bij de Raad van Brabant in. Al snel koos hij voor een loopbaan in de administratie. Hij werkte bij zijn vader op de Secretatie van State en Oorlog. Wanneer zijn vader in 1769 overleed volgde hij hem als secretaris op. Hij was slechts secretaris - en dus een burgerlijk ambtenaar -, geen minister. De sterkste regeringsleider in die periode was Patrice-François de Neny. Onder het bewind van keizerin Maria Theresia was men in Wenen tevreden over hoe de Oostenrijkse Nederlanden bestuurd werden. In 1781 werd hij eveneens staatsraad.
Keizer Jozef II hervormde in 1787 echter de administratie en rechtsorde. De secretatie werd ontbonden, net zoals de andere raden en administratieve organen, en vervangen door één centrale Algemene Regeringsraad in Brussel. De Crumpipen werd ondervoorzitter van deze raad. De hervormingspolitiek van Jozef II leidde tot onrust en uiteindelijk de Brabantse Omwenteling in 1789. Een jaar later werd het keizerlijk gezag hersteld. De nieuwe keizer Leopold II herstelde de situatie onder Maria Theresia. De Crumpipen werd in 1791 chef-president van de heringerichte Geheime Raad. De Franse invasie in 1792 maakte hieraan een eind en hij vluchtte andermaal naar Oostenrijk. Na de Franse nederlaag bij de Slag bij Neerwinden keerde hij kortstondig terug, maar samen met andere ambtenaren die aan de hervormingen van Jozef II hadden meegewerkt kwam hij op een zwarte lijst te staan. Na de uiteindelijke Franse overwinning keerde hij definitief naar Wenen.
Onder keizer Frans II was hij zaakgelastigde in Stuttgart.
Crumpipen was een schoonbroer van Jean-Jacques Verseyden de Varick.